# Щаницин, Александр Евгеньевич
Алекса́ндр Евге́ньевич Щани́цин (2 декабря 1984, Иваново, РСФСР, СССР) — российский футболист, полузащитник. Мастер спорта России (2009).

## Карьера

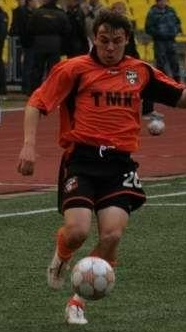
Щаницин в «Урале»

Футболом занимается с 8 лет. Туда его привели дяди, известный ивановские футболисты Владимир и Станислав Войновы. Владимир Войнов в своё время выступал за ленинградские «Зенит» и «Динамо».
Александр дебютировал в «Текстильщике» в 2001 году, когда клуб из Иваново выступал в КФК. В команде Александр играл со своим старшим братом Сергеем. Через год Щаницин вместе с «Текстильщиком» получил профессиональный статус. В своём первом профессиональном сезоне он стал одним из лидеров своей команды и с семью мячами выиграл гонку бомбардиров в «Текстильщике». Следующие два года Александр по-прежнему был одним из лидеров команды. В сезоне 2005 года он снова выиграл гонку бомбардиров «Текстильщика».
В «Урале» Щаницин выступал с 2006 по 2009 год и являлся одним из основных игроков команды.
В 2010 году перешёл в «Спартак-Нальчик». В составе которого, дебютировал 13 марта 2010 года, выйдя на замену в матче с махачкалинским «Анжи». Первый гол за «Спартак» забил в матче второго тура против «Алании». Всего в составе нальчан провёл 46 матчей в чемпионате страны и один матч в кубке. Забил два гола.
24 июня 2012 года было сообщено о подписании игроком соглашения с екатеринбургским «Уралом». Вместе со «шмелями» футболист дважды побеждал в Кубке ФНЛ и выиграл первенство ФНЛ. В 2013—2014 гг. он играл в Премьер-Лиге. В сезоне 2014/15 Щаницин перестал попадать в основной состав команды. За неё он провел только два матча. Зимой полузащитник покинул клуб.
С конца января 2015 года Александр Щаницин тренировался в Иванове вместе с «Текстильщиком». 27 февраля за час до закрытия зимнего трансферного окна «красно-черным» удалось вернуть своего воспитанника в свои ряды и внести его в свою заявку на сезон.
После завершения карьеры остался в структуре «Текстильщика»: являлся тренером его молодёжной команды. В начале 2022 года стал одним из помощников Заура Кибишева в пятигорском клубе «Машук-КМВ».
В начале февраля официально вернулся в тренерский штаб молодёжной команды «Текстильщика». Перед этим бывший футболист успел поработать на административной должности в волейбольном ивановском «Текстильщике».

## Достижения
- Победитель Первенства ФНЛ (1): 2012/13
- Победитель Первенства ПФЛ (Зона Запад) (1): 2018/2019
- Обладатель Кубка ФНЛ (2): 2012, 2013

## Личная жизнь
Жена Ирина. Дочь (род. в конце октября 2012).

## Статистика выступлений
| Клуб                  | Сезон            | Чемпионат | Чемпионат | Кубок | Кубок | Итого | Итого |
| Клуб                  | Сезон            | Игры      | Голы      | Игры  | Голы  | Игры  | Голы  |
| --------------------- | ---------------- | --------- | --------- | ----- | ----- | ----- | ----- |
| Текстильщик (Иваново) | 2003             | 25        | 7         | 1     | 0     | 26    | 7     |
| Текстильщик (Иваново) | 2004             | 25        | 3         | 1     | 0     | 26    | 3     |
| Текстильщик (Иваново) | 2005             | 26        | 7         | 0     | 0     | 26    | 7     |
| Текстильщик (Иваново) | Итого            | 76        | 17        | 2     | 0     | 78    | 17    |
| Урал                  | 2006             | 25        | 3         | 2     | 0     | 27    | 3     |
| Урал                  | 2007             | 32        | 2         | 2     | 0     | 34    | 2     |
| Урал                  | 2008             | 37        | 3         | 1     | 0     | 38    | 3     |
| Урал                  | 2009             | 28        | 1         | 3     | 0     | 31    | 1     |
| Урал                  | Итого            | 122       | 9         | 8     | 0     | 130   | 9     |
| Спартак-Нальчик       | 2010             | 16        | 1         | 1     | 0     | 17    | 1     |
| Спартак-Нальчик       | 2011/12          | 30        | 1         | 0     | 0     | 30    | 1     |
| Спартак-Нальчик       | Итого            | 46        | 2         | 1     | 0     | 47    | 2     |
| Урал                  | 2012/13          | 15        | 4         | 2     | 0     | 17    | 4     |
| Всего за карьеру      | Всего за карьеру | 259       | 32        | 13    | 0     | 272   | 32    |

(откорректировано по состоянию на 23 октября 2012 года)